# Emmeline Pankhurst
Emmeline Pankhurst (születési neve: Emmeline Goulden) (Moss Side, Greater Manchester, 1858. július 14. –  London, 1928. június 14.) brit radikális politikus, női választójogi harcos.

## Élete
Szülei, a The Liberal Party tagjai, felszólaltak a rabszolgaság ellen és a nők szavazati joga mellett. Emmeline már 14 éves korában részt vett a nők választójogát támogató gyűléseken. 1873 és 1879 között Párizsban tanult bentlakásos leányiskolában. Hazatérése után férjhez ment a nála 24 évvel idősebb Richard Pankhurst szocialista ügyvédhez, aki szintén kiállt a nők választójogáért. Emmeline öt gyermeket nevelt, támogatta férje politikai karrierjét és részt vett a választójogi harcban, a Fábiánus Társaság tevékenységében. Férjének nem sikerült bejutnia a brit parlamentbe, és 1898-ban meghalt. 
1903-ban megalapította a Women’s Social and Political Union (WSPU) polgári radikális nőmozgalmat, amelyet kezdetben a passzív ellenállás jellemzett. Később azonban a brit nőmozgalom  hírhedt, militáns szárnyává vált. Egyre több agresszív szüfrazsett keltett félelmet az angol politikusokban: megzavarták a választási gyűléseket, a börtönben éhségsztrájkba kezdtek, hogy kikényszerítsék szabadon bocsátásukat. 
1913. április 3-án letartóztatták Emmelint azzal a váddal hogy ő bujtott fel David Lloyd George vidéki rezidenciája elleni bombatámadásra. Három év börtönre ítélték. A szüfrazsettek tiltakoztak, utcai csatákat vívtak a rendőrökkel, Herbert Asquith brit miniszterelnököt borssal szórták meg és rádobtak egy döglött macskát. Emmeline a börtönben éhségsztrájkba kezdett, és gyenge egészségi állapotára tekintettel április 12-én szabadon engedték. A tiltakozások azonban folytatódtak, sőt egyre nagyobb méreteket öltöttek. Bombák robbantak, az utcai postaládákba savat öntöttek, templomokat gyújtottak fel. 
Az első világháború véget vetett a mozgalomnak. 1918 novemberében a 21 éves nők passzív, a 30. évüket betöltött nők aktív választójogot kaptak. 1928. július 2-án, Emmeline halála után három héttel az általános választójogot kiterjesztették a nőkre is.